# Похитители велосипедов
«Похитители велосипедов» (итал. Ladri di biciclette) — драма Витторио Де Сика 1948 года по одноимённому произведению Луиджи Бартолини, ставшая классикой итальянского неореализма и мирового кинематографа в целом. Стабильно входит в список лучших фильмов по версии IMDb. В мае 1950 года был выпущен в советский кинопрокат.

## Сюжет
Действие происходит в послевоенной Италии 1940-х годов. Антонио Риччи, безработный, глава семейства, отец двух детей, после долгих поисков, наконец, находит работу расклейщика афиш. Для того чтобы приступить к своим обязанностям, ему необходим велосипед. У Антонио был велосипед, но он сдал его в ломбард, чтобы получить хоть какие-то деньги и купить еды.
Чтобы выкупить велосипед из ломбарда, жена Антонио закладывает последнее, что ещё хоть чего-нибудь стоит — шесть льняных простыней, которые были её приданым. В первый же рабочий день, пока Антонио наклеивает афишу с изображением Риты Хейворт с премьеры фильма «Леди из Шанхая», велосипед крадут. Антонио со своим маленьким сыном Бруно отправляется на его поиски.
Зрители видят глазами отца и сына Рим: полный противоречий богатый и бедный «Вечный город». Именно поиски и составляют основной сюжет фильма. Временами кажется, что Антонио вот-вот найдёт украденное, но каждый раз надежда сменяется отчаянием.
В конце концов, понимая, что семью ждёт голод, безработный сам пытается украсть чужой велосипед, но его ловят. Всё это происходит на глазах маленького Бруно, поэтому хозяин велосипеда прощает Антонио, решив, что унижения от поимки вполне достаточно.
Антонио остаётся ни с чем, сам в положении вора.

## В ролях
- Ламберто Маджорани — Антонио Риччи, безработный
- Энцо Стайола — Бруно Риччи, сын Антонио
- Лианелла Карелл — Мария Риччи, жена Антонио
- Джино Сальтамеренда — Байокко
- Витторио Антонуччи — вор
- Джулио Кьяри — нищий
- Елена Алтьери — благотворительная дама
- Микеле Сакара — секретарь благотворительной организации
- Карло Джакино — нищий
- Эмма Друетти — эпизод
- Фаусто Гуэрдзони — эпизод
- Витторио Гассман — эпизод
- Джулио Баттиферри — эпизод (нет в титрах)
- Нандо Бруно — эпизод (нет в титрах)
- Эоло Капритти — эпизод (нет в титрах)
- Меммо Каротенуто — эпизод (нет в титрах)
- Серджо Леоне — студент семинарии (нет в титрах)
- Марио Меникони — эпизод (нет в титрах)
- Умберто Спадаро — эпизод (нет в титрах)
- Кекко Риссоне — эпизод (нет в титрах)
- Пеппино Спадаро — полицейский (нет в титрах)

## Восприятие и культурное влияние
Фильм «Похитители велосипедов» один из ярких представителей раннего неореализма. Незамысловатый сюжет, похожий на газетный репортаж, и яркая игра непрофессиональных актёров притягивают внимание зрителя. Критик Босли Кроутер (газета «Нью-Йорк Таймс», 1949) писал:
Полный отчаяния сюжет раскрывает разложение послевоенного Рима. Основанный на простой драме фильм обостряет восприятие общечеловеческих фундаментальных ценностей. Трагедия одинокого маленького человека в безжалостном мире призывает к его защите и успокоению.
Марлен Хуциев так отзывался о фильме Де Сика:
Картина произвела оглушительное впечатление. Что мы знали об этой, чужой для нас стране? Что итальянцы были нашими врагами, фашистами […] А в этом фильме увидели обыкновенных людей, которые бедствуют, ищут работу, любят, надеются. «Похитители велосипедов» словно вернули нас к нашему кинематографу 20-30-х годов. Так что утверждение, что неореализм родился под влиянием нашего кино, достаточно справедливо.
Картина оказала значительное влияние на развитие мирового кинематографа, многократно цитировалась и упоминалась в списках лучших режиссёров и фильмов.

## Награды

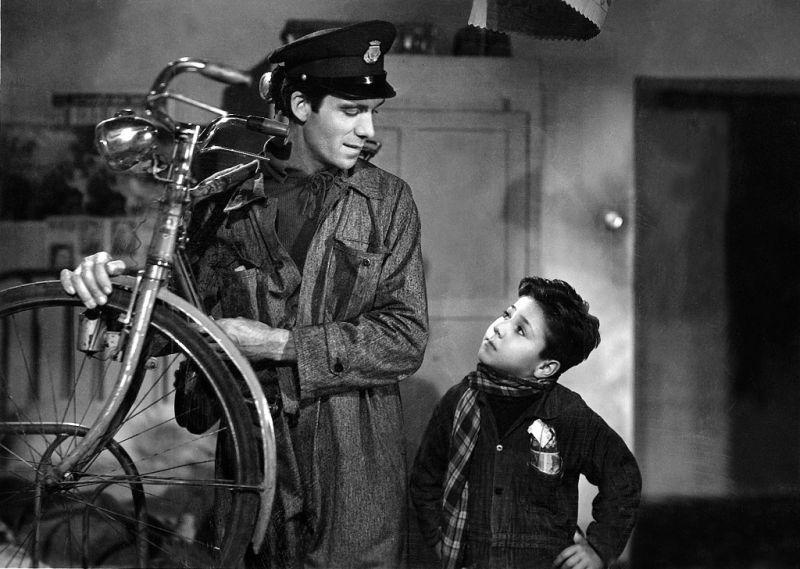
Антонио и Бруно утром перед выходом из квартиры.

Картина завоевала Почётную премию «Оскар» (1950), премию BAFTA, специальный приз жюри кинофестиваля в Локарно и множество других наград.
- 1950 — Премия «Оскар»
  - Почётная премия
- 1950 — Премия BAFTA
  - Лучший фильм
- 1950 — Премия «Золотой глобус»
  - Лучший зарубежный фильм

### Номинации
- 1950 — Номинация «Оскар»
  - Лучший сценарий — Чезаре Дзаваттини